# El Vacilón de la Mañana
El Vacilón de la Mañana es un programa de radio matutino en español. El programa se origina en WSKQ-FM (más conocido como Mega 97.9) en la ciudad de Nueva York, cuando al estación de radio, Mega 97.9 se transmitiría por sindicación a varios estados de los Estados Unidos como sería en Rhode Island, Florida, Georgia, Connecticut y Puerto Rico. El programa sería mundialmente conocido por sus bromas telefónicas a personas como «Manolo cabeza de huevo» o por sus llamadas telefónicas a los presidentes, Fidel Castro y Hugo Chávez.

## Celebridades invitadas
En varias ocasiones, la sede de El Vacilón de la Mañana en la ciudad de Nueva York (Mega 97.9) tendría como invitados a artistas musicales, a veces como invitados para podcasts o como invitados para entrevistas con ellos.
Entre artistas musicales que fueron invitados al programa para participar en los podcasts hechos por el programa de radio se encuentran:
- Cardi B[1]
- Bad Bunny[2]
- Becky G[3][4]
- Myke Towers[5]
- Guaynaa[6]
- Fat Joe[7]
- 6ix9ine (con el alias de Tekashi 69)[8]

Entre artistas invitados por el programa para hacer entrevistas con ellos se encuentran:
- Banda El Recodo[9]
- Paloma Mami[10]
- Andy Rivera[10][11]
- Lasso[10][11]
- Brray[10][11]
- Alcover[10][11]
- Danna Paola[11]
- The Rudeboyz[11]

## Llamadas telefónicas

### Manolo cabeza de huevo
Manolo cabeza de huevo son una serie de bromas telefónicas hechas a Manolo, encargado de mantenimiento de un edificio apartamentario ubicado en la ciudad de Nueva York, en las que generalmente se llama a la persona anterior mencionada con el apodo Manolo cabeza de huevo para enfurecer a la persona.
Originalmente, el programa haría 3 bromas telefónicas a Manolo, el presentador junto a sus compañeros, harían pasarse por habitantes del edificio de apartamentos o por otras personas. Pasado un tiempo en las llamadas los presentadores llamarían a Manolo con el apodo: Manolo cabeza de huevo, recibiendo como respuesta insultos y lenguaje soez por parte de Manolo.
La popularidad del show se haría viral en internet y llevaría al programa a hacer más bromas telefónicas a Manolo, que se presentarían y se transmitirían al aire. Las bromas telefónicas serían tema de discusión en varios foros y blogs en Internet. La popularidad del programa llevaría a algunas personas a hacer animaciones flash sobre las reacciones de Manolo a las llamadas. Desde entonces, los sets del programa se harían fenómeno en internet y conseguirían varios seguidores, las llamadas telefónicas serían publicadas tanto en internet, como en algunos de los discos publicados por el programa.

### Hugo Chávez
En 2003, la sede del programa en Miami, los presentadores, Joe Ferrero y Enrique Santos, crearían una serie de bromas telefónicas llamada «Fidel te llama», en las que los presentadores usarían frases cortas del presidente cubano, Fidel Castro para hacer llamadas a varias personas de la ciudad de Miami con el fin de que crean que estaban hablando con el presidente cubano. El 6 de enero de 2003, los presentadores del programa harían una llamada al presidente Hugo Chávez. La llamada sería recibida en el Palacio de Miraflores en la capital venezolana, usarían la voz de una de las compañeras del programa para que actuara como una ayudante de Fidel Castro que estaba llamando desde el palacio presidencial en La Habana.
La presentadora diría que tenía a Fidel Castro en llamada y que quería hablar con Hugo Chávez, el asistente en Venezuela diría que Hugo Chávez no se encontraba en ese momento en el palacio presidencial y que se encontraba en un lugar secreto y que no recibiría ninguna llamada, un militar venezolano daría el número privado de Hugo Chávez para que se pudieran comunicar con el.
Al final de la conversación entre Hugo Chávez y el programa de radio, los presentadores Enrique Santos y Joe Ferrero dirían:
¡Hugo Chávez! Enrique Santos y Joe Ferrero desde Miami... ¡Sal de Venezuela, cabrón! ¡Terrorista estas acabando con el pueblo, coño!... ¡Animal, asesino... cabrón!
Según Joe Ferrero, quien fue la persona que insultaría a Hugo Chávez, justificaría sus insultos ya que según él, al momento de la llamada llegaría la noticia de que Hugo Chávez habría hecho una donación de 1 millón de dólares a la organización terrorista, Al Qaeda.
Enrique Santos y Joe Ferrero serían suspendidos de empleo y de sueldo por 3 días en abril de ese mismo año.

### Fidel Castro
El 17 de junio de 2003, los presentadores Joe Ferrero y Enrique Santos, continuando con la serie de radio «Fidel te llama», harían una llamada telefónica a Fidel Castro, solo que usarían 31 frases del presidente Hugo Chávez, mientras que ellos actuarían como asistentes del presidente venezolano. Los presentadores lograrían saltar la oficina de relaciones exteriores y lograr contactar con Fidel Castro.
Según el presentador Joe Ferrero, quien fue parte de la broma dijo: 
Logramos contactar con el Palacio Presidencial en La Habana y, haciéndome pasar por el teniente Camilo y con frases del presidente venezolano, creyeron que era cierto lo que les decía, que tenía en línea a Chávez. La llamada duró exactamente 25 minutos y 45 segundos.
Luego de una conversación de 25 minutos con el presidente cubano sobre una maleta que contendría información importante que se habría perdido en un viaje que hicieron a Buenos Aires, Joe Ferrero diría a Fidel Castro:
¿Estás conforme con la mierda que has hecho en la isla? ¿Estás conforme con la mierda que has hecho en la isla? Asesino, Enrique Santos y Joe Ferrero desde Miami, el Zol 95.7. ¡Caíste igual que Hugo Chávez!
El presidente Fidel Castro respondería a los presentadores enfurecido:
¿En qué caí comemierda? [...] ¿En qué caí, maricón? [...] ¿En qué caí, mariconsón? [...] Vete para el coño de tu madre.
Según el periódico floridense, El Nuevo Herald, Raúl Alarcón, presidente de SBS (Spanish Broadcasting System), consideró que la llamada de El Vacilón de la Mañana con el presidente cubano: "tuvo enorme éxito entre los radioescuchas" y que "el público llamaba desesperado para que repitiéramos la llamada".

## Discografía
- 2001- Tortilla Party
- 2002- Vacilón 69
- 2003- Chant for Neta

## El Vacilón: The Movie
En 2005 el programa de radio junto a la empresa cinematográfica dominicano-estadounidense: Babylegs Entertainment Inc. filmarían la película El Vacilón: The Movie, película de 90 minutos con temática humorística y paródica.
La película trata sobre las vidas de los presentadores del programa de radio en la ciudad de Nueva York. La película sería dirigida por Agustín, escrita por el presentador Luis Jiménez, con los personajes Luis Jiménez, Moonshadow y Ruperto Vanderpool como protagonistas de la película.
| Empresa         | Calificación |
| --------------- | ------------ |
| IMDb            | [ 24 ]       |
| Cine.com        | [ 22 ]       |
| Rotten Tomatoes | 79%          |